# Elecciones al Parlamento Europeo de 2024 (Finlandia)
Las elecciones al Parlamento Europeo de 2019 en Finlandia tuvieron lugar el 9 de junio de 2024 con el objetivo de elegir a la delegación de Finlandia al Parlamento Europeo, compuesta por 15 eurodiputados.

## Sistema electoral
Finlandia utiliza en las elecciones europeas un sistema de representación proporcional con segunda vuelta instantánea a nivel nacional. Los partidos presentan listas abiertas. Durante el recuento, los votos recibidos por cada candidato se cuentan primero para el partido y en segundo lugar para los candidatos. La distribución de escaños se realiza de acuerdo con el método D'Hondt y los candidatos se seleccionan según su rango de popularidad (votos recibidos individualmente) dentro de las listas que participan en la distribución escaños.

## Delegación saliente
| Grupo en el Parlamento Europeo | Grupo en el Parlamento Europeo | Partido nacional                     | Partido nacional |
| Grupo                          | Escaños                        | Partido/s                            | Escaños          |
| ------------------------------ | ------------------------------ | ------------------------------------ | ---------------- |
| Partido Popular Europeo        | 3/14                           | Partido Coalición Nacional           | 3/14             |
| Renovar Europa                 | 3/14                           | Partido del Centro                   | 2/14             |
| Renovar Europa                 | 3/14                           | Partido Popular Sueco de Finlandia   | 1/14             |
| Verdes-Alianza Libre Europea   | 3/14                           | Liga Verde                           | 3/14             |
| Socialistas y Demócratas       | 2/14                           | Partido Socialdemócrata de Finlandia | 2/14             |
| Conservadores y Reformistas    | 2/14                           | Partido de los Finlandeses           | 2/14             |
| La Izquierda                   | 1/14                           | Alianza de la Izquierda              | 1/14             |

## Candidatos
| Candidatura | Candidatura                          | Líder | Líder                | Afiliación europea y candidato/a | Afiliación europea y candidato/a | Afiliación europea y candidato/a | Grupo parlamentario |
| ----------- | ------------------------------------ | ----- | -------------------- | -------------------------------- | -------------------------------- | -------------------------------- | ------------------- |
|             | Partido Coalición Nacional           |       | Petteri Orpo         | EPP                              |                                  | Ursula von der Leyen             | EPP Group           |
|             | Liga Verde                           |       | Sofia Virta          | EGP                              |                                  | Terry Reintke                    | G/EFA               |
|             | Partido Socialdemócrata de Finlandia |       | Antti Lindtman       | PES                              |                                  | Nicolas Schmit                   | S&D                 |
|             | Partido de los Finlandeses           |       | Riikka Purra         | ECR                              | TBD                              | TBD                              | ECR Group           |
|             | Partido del Centro                   |       | Annika Saarikko      | ALDE                             |                                  | Marie-Agnes Strack-Zimmermann    | RE                  |
|             | Alianza de la Izquierda              |       | Li Andersson         | PEL                              |                                  | Walter Baier                     | GUE/NGL             |
| NTP         | Alianza de la Izquierda              |       | Li Andersson         |                                  |                                  | Walter Baier                     | GUE/NGL             |
|             | Partido Popular Sueco                |       | Anna-Maja Henriksson | ALDE                             |                                  | Marie-Agnes Strack-Zimmermann    | RE                  |

## Resultados
|  | 24.77 % |

|  | 17.32 % |

|  | 14.86 % |

|  | 11.76 % |

|  | 11.27 % |

|  | 7.60 % |

|  | 6.17 % |

|  | 4.12 % |

|  | 0.91 % |

|  | 0.53 % |

|  | 0.42 % |

|  | 0.15 % |

|  | 0.07 % |

|  | 0.04 % |

|  | 40.38 % |